# Benedetto Musso
Pour les articles homonymes, voir Musso.
Benedetto Musso, né à Laigueglia, Ligurie, le 17 septembre 1835, et mort au même lieu le 11 octobre 1883 est un peintre italien de l'École grise.

## Biographie
Né à Laigueglia en 1835, Benedetto Musso est le fils de Paola Maglione et de Giuseppe Musso, un modeste peintre qui l'initie à l'art pictural. Il est ensuite l'élève de Giuseppe Isola à l'Accademia ligustica di belle arti à Gênes, où il devient plus tard professeur.
Musso peint des tableaux bibliques et des tableaux de genre réalisés avec un sens pictural moderne, dans lesquels se font déjà sentir les influences des peintres dits lombards de la Scapigliatura. Il rejoint l'École grise, qui renouvelle l'approche du paysage de l'Italie du Nord. Ce courant artistique est fondé en 1863 par Ernesto Rayper. Musso devient l'un de ses principaux membres. Il expose à Rome et à Naples et continue à la Société promotrice des beaux-arts de Gênes de 1864 à 1882. Certaines de ses œuvres ont été achetées par le roi Victor-Emmanuel II, par le roi
Humbert Ier et également par la ville de Gênes.

## Œuvres
D'autres œuvres de Musso sont conservés à l'Accademia di belle arti di Urbino, à l'Académie des beaux-arts de Brera, ainsi que chez son fils Benedetto et ses neveux Giuseppe et Edoardo à Laigueglia,.
Parmi ses œuvres les plus connues figurent : 
- La Répudiation d'Agar ;
- Coucher de soleil ;
- Mer agitée ;
- Chasse chanceuse ;
- Ecce Homo ;
- Samaritaine au puits ;
- Hirondelle pèlerine ;
- Homme en felouque lisant.